# Valandovo
Valandovo városa az azonos nevű község székhelye Észak-Macedóniában.

## Népesség
Valandovo városának 2002-ben 4 402 lakosa volt, melyből 4 279 macedón (97,21%), 58 szerb, 26 török, 13 cigány, 1 bosnyák, 1 vlah és 24 egyéb.
Valandovo községnek 2002-ben 11 890 lakosa volt, melyből 9 830 macedón (82,7%), 1 333 török (11,2%), 639 szerb (5,4%), 32 cigány, 1 bosnyák, 1 vlah és 54 egyéb nemzetiségű.

## A községhez tartozó települések
- Valandovo
- Ajranli
- Arazli
- Bajrambosz
- Balinci
- Barakli
- Basali
- Basibosz
- Brajkovci
- Buluntuli
- Vejszeli
- Gradec (Valandovo)
- Grcsiste
- Dedeli
- Gyuleli
- Joszifovo
- Kazandol
- Kocsuli
- Marvinci
- Pirava
- Plavus
- Prszten
- Rabrovo (Valandovo)
- Szobri
- Tatarli
- Terzeli
- Udovo
- Csalakli
- Csesztevo